# Der Münchner im Himmel

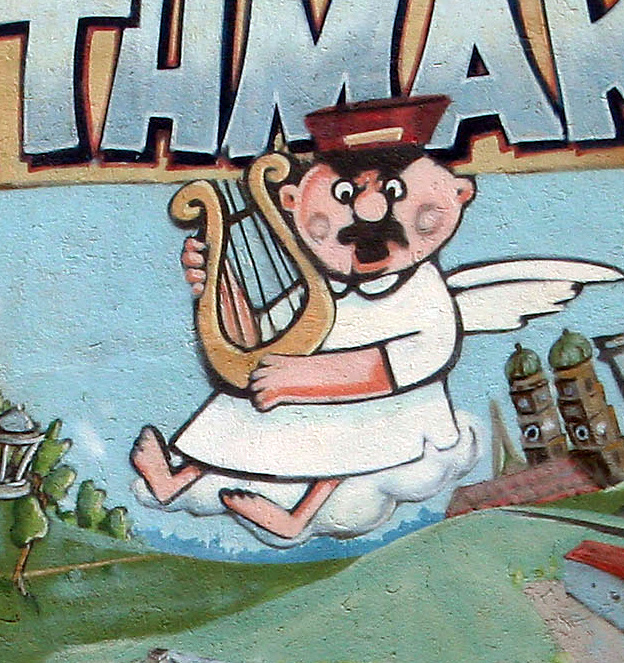
Engel Aloisius, Graffito am Münchener Elisabethmarkt

Der Münchner im Himmel ist eine humoristische Satire des bayerischen Schriftstellers Ludwig Thoma, die 1911 veröffentlicht wurde. In ihr behandelt Thoma mit einem liebevollen Augenzwinkern das Klischee des typisch bayerischen, insbesondere des Münchner Grantlers. Neben den Lausbubengeschichten zählt sie zu den bekanntesten Werken des Autors.

## Handlung
Die Kurzgeschichte handelt von Alois Hingerl, Dienstmann Nummer 172 auf dem Münchner Hauptbahnhof. Dieser erledigt einen Auftrag mit solch einer Hast, dass er vom Schlag getroffen zu Boden fällt und stirbt. Zwei Engel schleppen ihn mühevoll in den Himmel, wo er von Petrus seinen jenseitigen Namen „Engel Aloisius“, eine Harfe und eine Wolke zugeteilt bekommt, auf der er gemäß der „himmlischen Hausordnung“ künftig nach einem festen Terminplan frohlocken und Hosianna singen soll. Auf seine Frage, wann er denn endlich etwas zu trinken bekomme, antwortet Petrus dem Aloisius mit den Worten: „Sie werden Ihr Manna schon bekommen.“
Aloisius ahnt angesichts der Aussicht auf Manna statt des von ihm geliebten Bieres Schlimmes, zugleich kommt es zu Handgreiflichkeiten mit einem himmlischen Rote-Radler-Engel, seiner verhassten Konkurrenz auf Erden. Frustriert beginnt er auf seiner Wolke zu frohlocken. Als ein vorbeifliegender „vergeistigter Engel“ seine Bitte nach „am Schmaizla“ (einer Prise Schnupftabak) mit einem verständnislosen, gelispelten „Hosianna!“ beantwortet, steigt sein Zorn, worauf Aloisius zu schimpfen und zu fluchen beginnt, was sich auch in seiner Art zu frohlocken niederschlägt. Durch sein Schimpfen, Fluchen und lautstarkes Frohlocken („Ha-ha-lä-lä-lu-u-uh – – Himmi Herrgott – Erdäpfi – Saggerament – – lu - uuu - iah!“) wird Gott auf ihn aufmerksam. Nach einer kurzen Begutachtung des Delinquenten samt Beratung mit Petrus kommt er nach den Worten „Aha! Ein Münchner!“ zu dem Schluss, dass Aloisius für den Himmel nicht zu gebrauchen sei. Darum erhält dieser eine andere Aufgabe: Er soll der bayerischen Regierung (im Original von Thoma der Bayerische Staatsminister des Innern für Kirchen- und Schulangelegenheiten Anton von Wehner) die göttlichen Ratschläge übermitteln; dadurch komme der Münchner ein paar mal jede Woche nach München und die liebe Seele habe ihre Ruhe.
Alois ist sehr froh über diesen Auftrag, nimmt den göttlichen Ratschlag an und fliegt ab. Wie gewohnt geht er mit seiner Botschaft zuerst ins Hofbräuhaus, wo er sich ein Bier nach dem anderen bestellt, darüber seinen Auftrag vergisst und dort bis zum heutigen Tage sitzt. Derweil wartet die bayerische Regierung (bzw. der bayerische Kultusminister) noch immer auf die göttlichen Ratschläge (bzw. die göttliche Eingebung).

## Werksgeschichte und Bearbeitungen
Das Werk Ludwig Thomas wurde erstmals 1911 als Simplicissimus-Bilderbogen herausgebracht, gezeichnet von Olaf Gulbransson. 1916 erschien es dann (ohne die Zeichnungen von Gulbransson) in der Sammlung Das Aquarium, Humoresken.
Der Münchner im Himmel gehört zu den meistrezitierten Werken der bayerischen Volksliteratur; für die Schallplatte sprachen es u. a. Fritz Strassner, Karl Peukert sowie Gustl Bayrhammer.
Prominent ist die Überarbeitung durch Adolf Gondrell (1902–1954). Sie inspirierte die Filmemacher Gertraud (* 1930) und Walter Reiner (1924–2016) 1962 zu einem Zeichentrickfilm/Kurzfilm, für die Tonspur wurde die Rezitation Gondrells verwendet (Musik: Karl von Feilitzsch).
Die 21. Auflage der Brockhaus Enzyklopädie weist im 12. Band einen Eintrag unter dem Stichwort „Hingerl, Alois“ auf, ohne den fiktiven Charakter der Person darzustellen (siehe fingierter Lexikonartikel).

## Bibliographie
- Ludwig Thoma: Ein Münchner im Himmel. Nach der Interpretation von Adolf Gondrell verfilmt, gezeichnet und gestaltet von Gertraud und Walter Reiner. Herausgegeben und eingeleitet von W. F. Karlos. Bassermann, München 2005, ISBN 978-3-8094-1870-2.